# Tamsyn Lewis
Tamsyn Lewis, född den 20 juli 1978, är en australisk friidrottare som tävlar på 400 och 800 meter.
Lewis har deltagit vid de flesta mästerskapen under 2000-talet, däribland tre olympiska spel, och fyra världsmästerskap, samtliga på 800 meter. Emellertid har hon aldrig tagit sig vidare till en final. Närmast var hon vid Olympiska sommarspelen 2000 i Sydney då hon slutade fyra i sin semifinal. 
Hennes enda individuella medalj så här långt är när hon blev världsmästare inomhus 2008 i Valencia på 800 meter på tiden 2.02,57.
Hon har tre gånger blivit guldmedaljör vid samväldesspelen i stafett över 4 x 400 meter och en gång blivit silvermedaljör vid inomhus-VM 1999 på samma distans. 

## Personliga rekord
- 400 meter - 51,44
- 800 meter - 1.59,21